# Zvonimir Badurina Dudić
Zvonimir Badurina Dudić (Lun, 13. rujna 1971.), hrvatski katolički svećenik, autor djela duhovnog sadržaja, voditelj duhovne obnove

## Životopis
Rođen je u Lunu na otoku Pagu 13. rujna 1971. godine. Zaređen je za svećenika Krčke biskupije u Krku 28. lipnja 1998. godine. Vodi duhovne vježbe i obnove. Autor je više knjiga duhovnog sadržaja te se duhovnim prilozima redovito javlja u više radiopostaja, kao i na pojedinim webnim stranicama. Sada je župnik u Župi sv. Kuzme i Damjana Poljica na Krku. Djela: Križni put - Korizmeni triptih, Milost novoga života (korizmene meditacije), Križni put trojice svećenika i dr.